# Кавказький бранець (фільм, 1996)
«Кавказький бранець»  — художній фільм режисера Сергія Бодрова (старшого) за мотивами одноіменного оповідання Льва Толстого , спільне виробництво Росії та Казахстану. У 1997 році був номінований на премії «Оскар» та «Золотий глобус» у категорії «Кращий фільм іноземною мовою».

## Сюжет
Події фільму відбуваються під час Першої російсько-чеченської війни. Група російських солдатів потрапляє в засідку повстанців у чеченських горах і двоє тих, хто вижив, потрапляють у полон до старого Абдул-Мурата, який хоче обміняти їх на свого сина, якого утримують в полоні росіяни. Двоє в’язнів справляються з ситуацією по-різному: загартований війною і цинічний прапорщик Саша (Олег Меншиков) намагається втекти, а молодий і наївний строковик рядовий Ваня Жилін (Сергій Бодров-молодший) намагається затоваришувати зі своїми викрадачами і закохується в доньку Абдул-Мурата, Діну.
Ваня зображений дуже вразливим і «цікавим» солдатом, оскільки він не вміє вбивати. У конкретній сцені Саша висловлює свою боротьбу і гнів на Ваню, щоб «повернутися і вбити чеченців». Відповідь Вані була дуже м'якою, тому що він хоче не вбивати людей, особливо після того, як закохався в Діну. Мати Вані з’являється до старости села, щоб поспівчувати йому за полоненого сина, щоб повернути Ваню. Його відповідь холодна, він відмовляється відпустити його. 
Саша дуже успішний, впевнений в собі військовий. Спочатку він ставиться до Вані холодно, але згодом об’єднується, щоб створити втечу. Саша починає втечу, по дорозі вбиваючи двох людей. У цих сценах нам показують нечутливість Сашка до смерті. Після невдалої спроби втечі Саша бере провину за смерті на себе і його страчують.
Після того, як сина Абдул-Мурата вбивають під час спроби втечі, Абдул-Мурат у відповідь відправляється страчувати Ваню, але дізнається, що його звільнила Діна. Діна спочатку відмовилася його відпускати, але пообіцяла «поховати належним чином». За іронією долі, коли Діна піддається і відпускає його, Ваня не тікає. Це тому, що він намагається захистити Діну від її батька. Який хоче її покарати за те що вона відпустила Жиліна. Коли Абдул-Мурат виводить його з села, щоб стратити, він замість цього стріляє з рушниці в голову Вані та йде геть, залишаючи його. Ваня повертається до російських ліній і бачить ескадрилью гелікоптерів. Він намагається привернути їх увагу, але розуміє, що їх відправили знищити село, в якому вони з Сашком були ув’язнені. Фільм закінчується заключним монологом Вані.
Кінець фільму натякає на те, що війна — це нескінченна серія нещасливих подій, які є немилосердними для всіх учасників.

## Акторський склад
| Актор                    | Роль                                      |
| ------------------------ | ----------------------------------------- |
| Олег Меншиков            | прапорщик Саша                            |
| Сергій Бодров (молодший) | рядовий Іван Жилін (Ваня)                 |
| Сусанна Мехралієва       | Діна (донька Абдул-Мурата )               |
| Джемал Сіхарулідзе       | Абдул-Мурат (чеченець утримуючий бранців) |
| Олександр Бурєєв         | Хасан                                     |
| Федотова Валентина       | мати Жиліна                               |
| Жарков Олексій           | Маслов                                    |
| Євдокія Вишнякова        | Медична сестра                            |

## Історія зйомок
Фільм знімався в Дагестані і Казахстані. Зокрема, зйомки проходили в селі Річа Агульського району, селі Марага Табасаранського району, а також у старій частині міста Дербент. Сцену відпочинку горців і приготування шашликів знімали біля Хучнінського водоспаду (Табасаранський район).

## Нагороди
- 1997 — премія «Ніка» у категорії: «Найкращий ігровий фільм», «Найкраща режисерська робота», «Найкращий сценарій», «Найкраща операторська робота», «Найкраща чоловіча роль»
- 1997 - номінація на премію « Оскар» у категорії « Кращий фільм іноземною мовою»
- 1997 - номінація на премію «Золотий глобус» в категорії « Кращий фільм іноземною мовою»
- 1997 - номінація на премію «Супутник» у категорії «Кращий фільм іноземною мовою»
- 1996 - премія «Кінотавр» у категорії «Кращий актор» (поділили Олег Меншиков і Сергій Бодров (молодший)
- 1996 - премія Європейської кіноакадемії за «Кращий сценарій»
- 1996 — премія «Кришталевий глобус» кінофестивалю у Карлових Варах — Сергій Бодров (старший)
- 1996 - приз міжнародної федерації кінопреси Канського кінофестивалю

## Саундтрек
- пісня «Go Down Moses» (виконує Луї Армстронг)
- Марш «Прощання слов'янки»
- пісня «Синя хустинка»
- вальс «На сопках Маньчжурії» (виконує Іван Козловський)
- «Пісня про загиблого брата» (музика та слова Раджаба Раджабова)

## Див також
- «Кавказький бранець» — радянський фільм 1975 року, також знятий за однойменним оповіданням Льва Толстого. Є точнішою екранізацією.